# Ecdytolopha
Ecdytolopha is een geslacht van vlinders van de familie bladrollers (Tortricidae), uit de onderfamilie Olethreutinae.

## Soorten
- E. aurantianum (Lima, 1927)
- E. desotanum (Heinrich, 1926)
- E. insiticiana Zeller, 1875
- E. islandana (Kearfott, 1907)
- E. mana (Kearfott, 1907)
- E. pithecolobiae (Busck, 1934)
- E. punctidescanum (Dyar, 1904)
- E. trachycerus (Forbes, 1931)